# Норвешки Нобелов институт
Норвешки Нобелов институт (норв. Norwegian Nobel Institute) се налази у Ослу, Норвешка. Институт се налази у улици Хенрика Ибзена 51 у центру града. Налази се у близини Краљевске палате.

## Историја
Норвешки Нобелов институт је основан 1. фебруара 1904. године у Кристијанији (данас Осло). Главна дужност Нобеловог института је да помогне Норвешком Нобеловом комитету у задатку избора примаоца(а) годишње Нобелове награде за мир и да организује доделу Нобелове награде у Ослу.
Библиотека института, са око 204.000 наслова,  везаних за мир, сукобе и међународне односе, највећа је те врсте у Норвешкој. Институт такође има своје истраживачко одељење које организује истраживања везана за мир и рат. Институт додељује неколико годишњих гостујућих стипендија истакнутим међународним научницима. Институт организује састанке, семинаре и предавања поред одржавања тзв. Нобелових симпозијума, размене мишљења и информација на које позива специјалисте из многих земаља.
Директор института је Олав Њолстад. 